# Julian Bartoszewicz
Julian Bartoszewicz herbu Jastrzębiec (ur. 17 stycznia 1821 w Białej Radziwiłłowskiej, zm. 5 listopada 1870 w Warszawie) – polski historyk, encyklopedysta oraz slawista.

## Rodzina
Był synem Adama profesora szkoły wydziałowej oraz Amelii Sengterówny. Ojciec Kazimierza Bartoszewicza.

## Życiorys
Naukę podstawową podjął w 1829 kiedy wstąpił do pierwszej klasy szkoły wydziałowej, w której uczył jego ojciec. W 1833 roku przybył do Warszawy gdzie w 1838 ukończył gimnazjum na Lesznie. W młodości był zagorzałym czytelnikiem, który czytając książki przesiadywał całymi dniami w bibliotekach (m.in. publicznej Bibliotece Załuskich). Zapoznał się tam z wieloma dziełami polskich autorów Franciszka Godebskiego, Ludwika Dmuszewskiego, Leonarda Sowińskiego, a także rosyjskimi źródłami do dziejów historii Polski.
W 1839 będąc stypendystą Królestwa Polskiego rozpoczął studia na wydziale historyczno-filologicznym uniwersytetu petersburskiego, gdzie studiował cztery lata. Na uniwersytecie wraz z Janem Barszczewskim założył studencką bibliotekę utrzymywaną wspólnymi składkami studentów.
W latach 1842–1847 był nauczycielem w gimnazjum warszawskim, mieszczącym się w Pałacu Kazimierzowskim. W 1847 został przeniesiony do Końskich, gdzie pracował w szkole powiatowej. Przyczyną przeniesienia na prowincję był artykuł wydrukowany w „Bibliotece Warszawskiej” o Helenie Iwanownie, córce Iwana III i żonie Aleksandra Jagiellończyka. Cenzura uznała artykuł za niezgodny w swej wymowie z rosyjską racją stanu, cały nakład „Biblioteki Warszawskiej” został skonfiskowany i zniszczony. W latach 1849–1863 Bartoszewicz był nauczycielem w szkole powiatowej w Lesznie; uczył łaciny, a od 1859 języka polskiego. W styczniu 1863 został kustoszem Biblioteki Głównej. W latach 1860–1870 był członkiem honorowym Poznańskiego Towarzystwa Przyjaciół Nauk. W 1863 współpracował z nielegalnym pismem „Dzwon Duchowy”. W latach 1863–1866 wykładał w II Gimnazjum Męskim w Warszawie historię Polski. 1 stycznia 1868 został zwolniony ze służby rządowej i przeszedł na emeryturę.

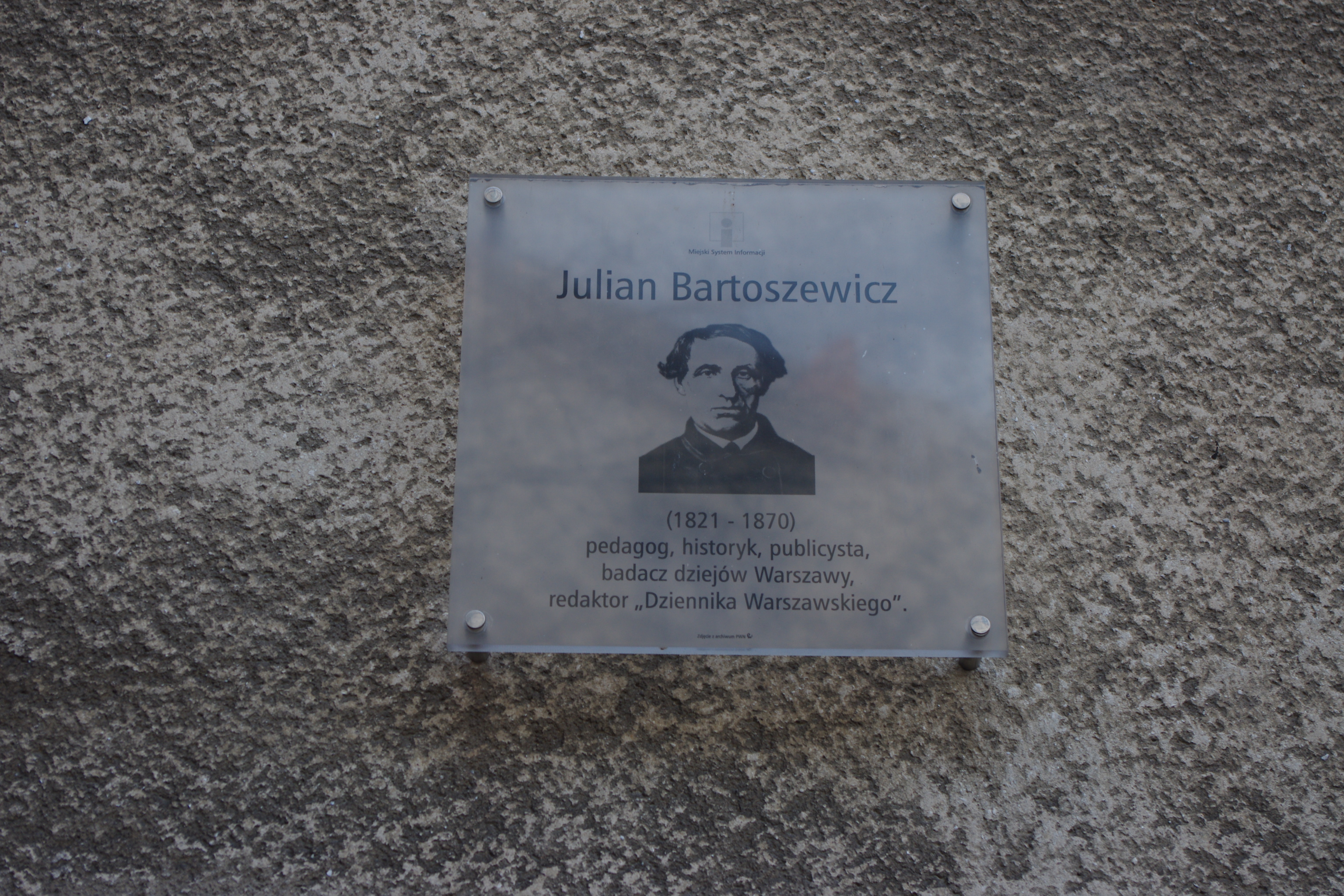
Tablica Miejskiego Systemu Informacji upamiętniająca historyka Juliana Bartoszewicza, na ul. jego imienia w Warszawie

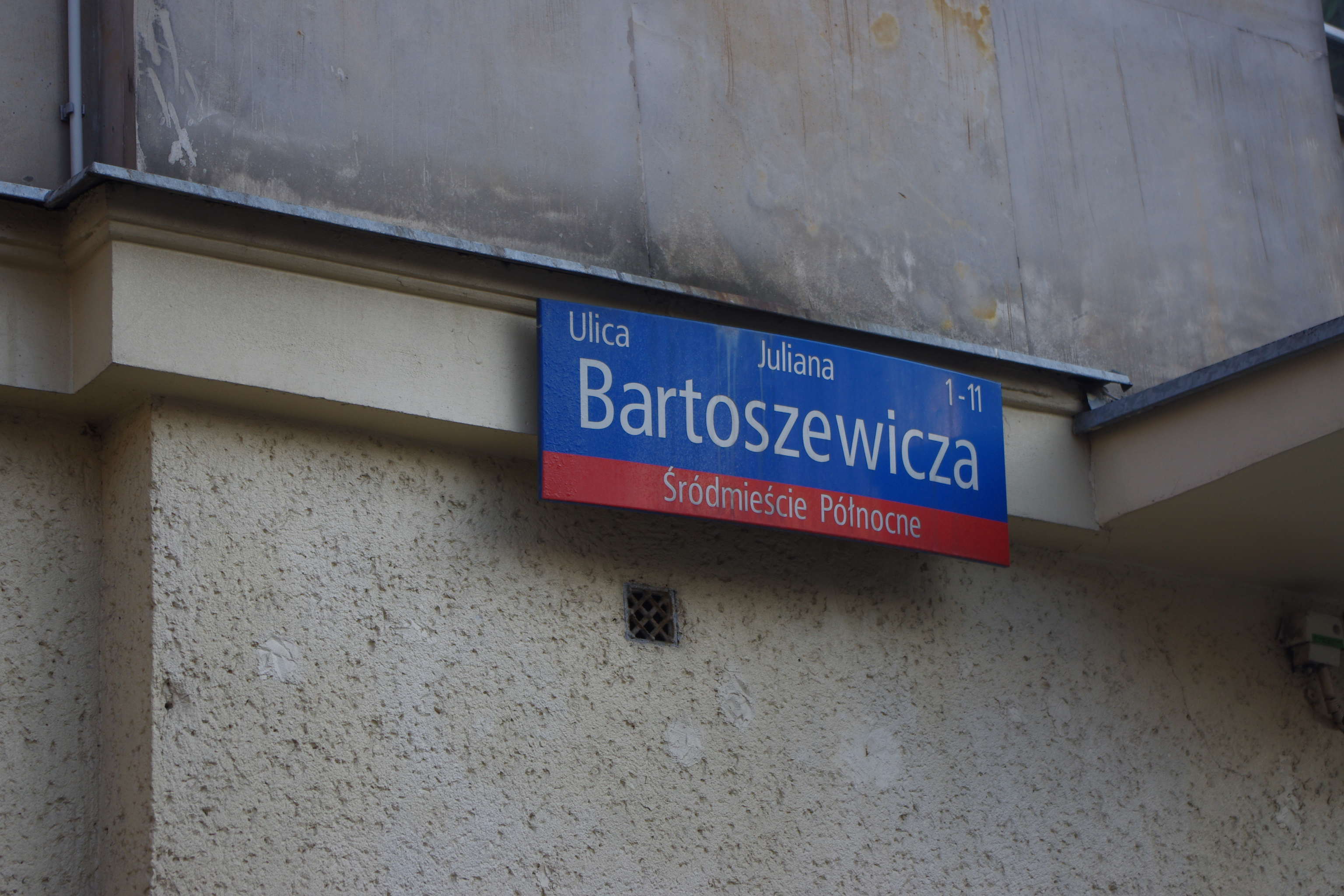
Ulica Juliana Bartoszewicza w Warszawie

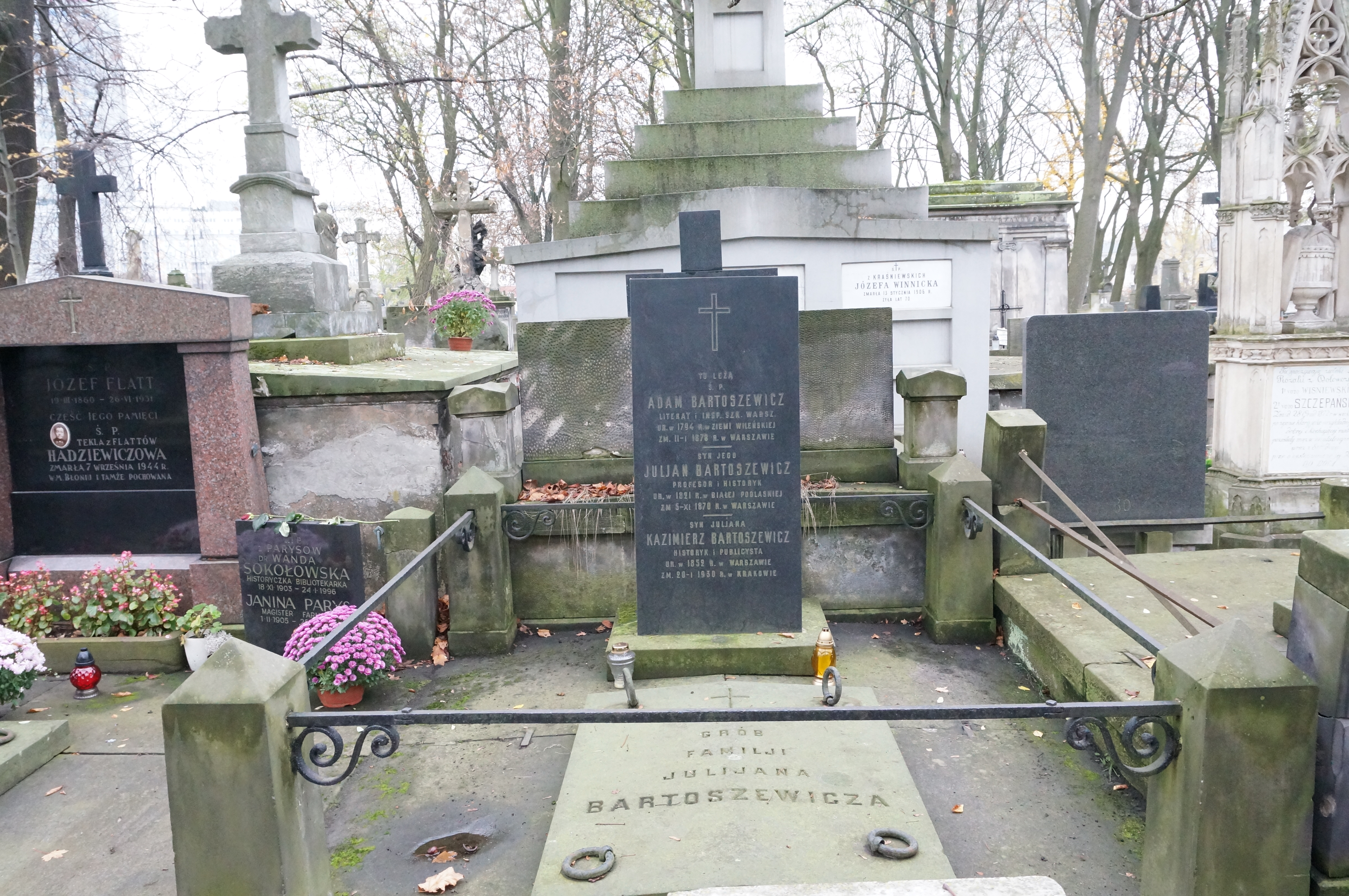
Grób Juliana Bartoszewicza na cmentarzu Powązkowskim

Uważał, że zadaniem historyka jest zbieranie faktów historycznych. Przez całe życie tworzył prywatny zbiór wypisów źródłowych; w oparciu o zebrane źródła powstawały jego prace. W Encyklopedii Orgelbranda opublikował 1291 artykułów.
Zajmował się badaniami słowiańszczyzny, polskiego średniowiecza, oraz XVIII wieku. Duża część jego pracy naukowej jest poświęcona badaniom biograficznym. Podzielał lelewelowskie poglądy na dzieje Polski.
Zmarł w wieku 49 lat po długiej chorobie Brighta. Został pochowany na cmentarzu Powązkowskim w Warszawie (kwatera 181-4-10/11).

## Dzieła
- Arcybiskupi gnieźnieńscy i prymasi[5], 1858–1865;
- Hetmani polscy koronni i Wielkiego Księstwa Litewskiego[6][7][8][9][10][11][12][13], 1860–1865;
- Kościoły warszawskie rzymskokatolickie opisane pod względem historycznym[14], 1855;
- Królewicze biskupi. Żywoty czterech kapłanów[15], Warszawa 1851;
- Nowa epoka literatury historycznej polskiej;
- O pomysłach historycznych Augusta Bielowskiego[16], Warszawa 1852;
- Panowie niemieccy na dworze Stanisława Augusta. Wizerunki osób historycznych[17], Warszawa 1852;
- Poglądy na stosunki Polski z Turcją i Tatarami[18], Warszawa 1860;
- Zamek Bialski (dzieje miasteczka, obrazy z życia magnatów, Akademia Bialska)[19][20], Warszawa;
- Znakomici mężowie polscy w wieku XVIII. Wizerunki historyczne, t. 1-3[21][22][23], Petersburg 1856;
- Historyia pierwotnej Polski[24][25][26][27], Kraków 1878;
- oraz artykuły w „Przeglądzie Naukowym”, „Bibliotece Warszawskiej”, „Tygodniku Ilustrowanym”, „Niezabudce”, „Księdze Świata”.

## Edycje
- Pamiętniki Krzysztofa Zawiszy, Wojewody Mińskiego, 1666-1721 Warszawa 1862